# Submersa
"Submersa" é uma canção da cantora brasileira de rock, Pitty, lançada, oficialmente, em 26 de maio de 2020, como quinto single do seu quinto álbum de estúdio, Matriz.

## Videoclipe
Videoclipe dirigido por Otávio Sousa, durante a quarentena da Covid-19, lançado em 3 de junho de 2020, em um apartamento em São Paulo. Coincidentemente a letra da canção se inicia com "Me perdi por aqui/ Em alguma esquina desse apartamento/ Pedaços de mim pelos cômodos […]". No final do vídeo, Pitty recita: "Vai passar!", referindo-se à pandemia.

## Lista de faixas
Versão single
- Submersa — 4:06